# Marseillevirus
Het Marseillevirus is een reuzenvirus dat Franse onderzoekers van de Académie d'Aix-Marseille isoleerden uit amoeben. Het genoom bestaat uit een enorm aantal van 368.000 basenparen en is een samensmelting van genetisch materiaal van planten, dieren, bacteriën en andere virussen.